# は行
は行（はぎょう）とは、日本語の五十音における第6番目の行を指す。仮名「は」「ひ」「ふ」「へ」「ほ」で構成される。どの仮名も、子音と母音から成る1音節または1モーラを表す。
漢語や外来語を除いた和語においては、語頭以外（語中・語尾）でハ行の音が現れることは極めて少ない。これはハ行転呼（後述）と呼ばれる歴史的な現象により、かつてのハ行音がワ行音へと遷移してしまっているからである。

## 清音
「は行」各音の頭子音の音素は/h/である。音声学上の発音は「は」、「へ」、「ほ」の頭子音は無声声門摩擦音[h]、「ひ」の頭子音は無声硬口蓋摩擦音[ç]、「ふ」の頭子音は無声両唇摩擦音[ɸ]である。明治以降に借用された外来語にみられる撥音や促音が、は行の前に来る場合（バッハ、シャンハイ等）には無声軟口蓋摩擦音[x]となる場合もある。
「は行」の訓令式ローマ字及び日本式ローマ字表記は ha hi hu he ho、ヘボン式ローマ字表記は ha hi fu he ho である。
助詞の「は」と「へ」は、「わ行」音で発音する。また歴史的仮名遣いで、文節のはじめ以外は「わ行」音（ワヰウヱヲ）で発音される。これは、歴史的仮名遣いの表記がハ行転呼以前の体系に従っているためである。

## 濁音
「は行」の各文字に濁点を付けた濁音「ば行」音の頭子音の音素はすべて有声音に統一しており/b/である。音声学上の発音は、
- 文節の頭および撥音 (「ん」)の後では「ば」、「べ」、「ぼ」の頭子音は有声声門摩擦音[ɦ]ではなく有声両唇破裂音[b]、「ぶ」の頭子音ももちろん有声両唇摩擦音[β]ではなく有声両唇破裂音[b]、それ以外では有声両唇摩擦音[β]またはそれに近い音（閉鎖密着度の弱い有声両唇破裂音）であり（この場合、「ば」、「べ」、「ぼ」では有声声門摩擦音[ɦ]も含む）、
- 「び」の頭子音は文節の頭および撥音 (「ん」)の後では有声硬口蓋摩擦音[ʝ]ではなく有声両唇硬口蓋破裂音（英語版）[bʲ]、それ以外では有声両唇硬口蓋摩擦音（英語版）[βʲ]またはそれに近い音（この場合、有声硬口蓋摩擦音[ʝ]も含む。閉鎖密着度の弱い有声両唇硬口蓋破裂音）である。
- したがって、「ば」、「び」、「ぶ」、「べ」、「ぼ」をは行を有声化して発音するなら、単語の音節が2つ以上で、それらの頭子音が第2音節以降にあるかを探して、その単語を発音すれば良い。「ば行」のローマ字表記は日本式、ヘボン式ともに ba bi bu be bo である。

濁音「ば行」は、外来語の[v]（ドイツ語ならwの場合が多い）を表すのに使われることがある。そのドイツ語でのqの文字は、ふつうquとかqwという結合で用いられ、kwの綴りと同じ[kv]を表すため、「く」＋「ば行」をくっつけて「くば」「くび」「くぶ」「くべ」「くぼ」を表すこともある。ヴの記事を参照。

## 半濁音
「は行」の各文字に、半濁点を付けた半濁音「ぱ行」音の頭子音の音素は/p/である。音声学上の発音は「ぱ」、「ぷ」、「ぺ」、「ぽ」の頭子音が無声両唇破裂音[p] である。但し息の量が少ない為、英語圏の話者には無声唇歯摩擦音[f]のように聞こえる場合がある。「ぴ」の頭子音は無声両唇硬口蓋破裂音[pʲ]である。
「ぱ行」のローマ字表記は日本式、ヘボン式ともに pa pi pu pe po である。

## 拗音
「は行」、「ば行」および「ぱ行」の「い段」音を第1音とする開拗音、「ひゃ行」、「びゃ行」および「ぴゃ行」の頭子音はそれぞれ[ç]、[ʝ]および[pʲ]ではなく[ç]、[bʲ]および[pʲ]であり、その実際の発音はそれぞれ「ひ」、「び」および「ぴ」の頭子音と同一である。「ひゃ行」、「びゃ行」および「ぴゃ行」のローマ字表記はそれぞれ日本式、ヘボン式ともに hya hyu hyo、bya byu byo、pya pyu pyo である。

## 外来語の表記
「ファ」「フィ」「フェ」「フォ」は、「外来語の表記」第1表に示される仮名である。おもに唇歯摩擦音 [f] の音写に用いる。日本語では「ふ」の頭子音[ɸ]と母音「あ」「い」「え」「お」と組み合わせた音で発音される。「フュ」は「外来語の表記」第2表に示される仮名である。[fju]の音写に見られる。日本語では、話者によって、「ひゃ行」の頭子音[ç]や、口蓋化した「ふ」の頭子音[ɸʲ]等と、「う」を組み合わせた音で発音される。

## 音韻史

### 清音と半濁音
ハ行の子音は、遠い上古の時代には [*p] 音であった可能性が高いと言われている。
この音は語頭・語中を問わず頻繁に出現するものだったが、その出現位置（環境）によってそれぞれに異なる変化をたどることとなったため、これを分別して考えるとわかりやすい。
1. 語頭では
定説として、奈良時代には [ɸ] 音（ファフィフフェフォのような音）になっていたとされる[2]。 [ɸ]音はその後長く続いた。 17世紀初めにポルトガル人らによって編纂された『日葡辞書』を見ると、「母」は faua または fafa [3]、「人」は fito、「花」は fana というように、ハ行の音写に f を用いていて、[ɸ] 音であったことを示す確実な証拠のひとつとされている。
その後、江戸時代前期にもう一段の唇音退化を生じ、「フ」以外は唇音性を完全に失い、「ハヒフヘホ」を以て [ha çi ɸɯ he ho] と記述されるような、現在の音形が出来上がっていった。
2. 「ン」や「ッ」の後では
平安時代になると漢字音を描写する必要から、撥音「ン」や促音「ッ」といった音が新たに日本語に取り込まれた。これ以降、撥音や促音の後にハ行音が来るケース（たとえば「憲法」「説法」など）では、自然とハ行音を [p] 音で発音するようになったと考えられる。
これらの [p] 音は当初は /f/ の異音であった可能性が高いが、やがて独立の音素 /p/、すなわち「半濁音」としての地位を獲得していった。 同時に、とくに「促音＋ハ行音」の形は和語にも広まり、やがて、「葉っぱ」「しょっぱい」「ひっぱる」「すっぽり」「～っぽい」など後の日常語にはばひろく使われていくこととなった。
こうした変遷の一例を挙げるなら、たとえば「あはれ」（あわれ） /afare/ という語は、当初は [aɸare] のように発音されたと考えられるが、促音が一般化すると、感極まったような時に現れる音の“溜め”が促音 /q/ として固定され、さらにその影響で [ɸ] から変化した後続音 [p] が /p/ として独立して、「あっぱれ」 /aqpare/ という新しい語形が定着するに至っている。
3. その他の場所では
語頭と同様に奈良時代頃（または平安時代初めまで）に [ɸ] 音に転じたが、平安時代から鎌倉時代にかけてハ行転呼と呼ばれる大規模な弱化現象を生じ、ワ行へ合流するに至った。 その後はワ行に起きた変化を被り、「は」 /wa/ および「ふ」/*wu/ > /u/ は形を保ったものの、「ひ」 /wi/、「へ」 /we/、「ほ」 /wo/ はさらに唇音を失い、「イ、エ、オ」に合流して今に至っている。
なお、ハ行転呼が起きて以降も、綴りの上では長い間ハ行音が遺されていた。これはいわゆる歴史的仮名遣いというものであるが、たとえば「障り」「思う」「前」「遠し」を「さはり」「おもふ」「まへ」「とほし」などと書いたのは、遠く遡ればハ行音を用いていたことの名残であった。 今でも、助詞の「は」「へ」にだけはハ行の字が遺されている。

こうした各種の変化の結果、現在の大和言葉においては、ハ行音は基本的に語頭（上記 1. のケース）にのみ現れるものとなっている。

### 濁音
いっぽうバ行に関してはハ行よりずっと安定的で、こうした多様な変化を見ることもないまま [b] 音を維持して今日に至っているとみられる。但し奈良時代は、バ行子音の幾つかが 有声両唇破擦音[b͡β]だったと推定する人もいる。
なお、一部の語彙ではバ行とマ行の間のゆらぎが見られる。「さびしい」に対する「さみしい」、「かぶる」に対する「こうむる」、「蛇」に対する方言の「へみ」、「薔薇」「茨」と、その古語にあたる「うまら」など。

## 音声学的な説明
「う段」音を除いては、「ば行」の頭子音は、音声学的には半濁音の「ぱ行」の頭子音と無声⇆有声の関係をとるが、清音の「は行」の頭子音とは関係がない。一方、有声両唇破裂音または有声両唇摩擦音で発音される濁音「ば」は半濁音「ぱ」または清音「ふぁ」の頭子音が有声化したもので、音声学の観点からは、濁音「ば行」と半濁音「ぱ行」あるいは「ふ」を含む清拗音「ふぁ行」が濁音（有声音）と清音（無声音）の関係にある。しかし、例えば「版」は連濁により「はん」→「ばん」「ぱん」と変化するなどの現象は、あくまでも、文法的には「ば」と「は」が濁音と清音の関係にあることを示している。この音声上の対立と文法上の対立の矛盾は、「は行」の頭子音（清音）の古音がおおむね[p]→[φ]→[h]のように変化したことに起因している。

## 音節一覧
|     | /a/       | /i/       | /u/     | /e/       | /o/       | /ya/       | /yu/        | /ye/    | /yo/       |
| --- | --------- | --------- | ------- | --------- | --------- | ---------- | ----------- | ------- | ---------- |
| /h/ | ハ [ha]   | ヒ [çi]   | フ [ɸɯ] | ヘ [he]   | ホ [ho]   | ヒャ [ça]  | ヒュ [çɯ]   | [ * 3 ] | ヒョ [ço]  |
| /f/ | ファ [ɸa] | フィ [ɸi] | [ * 4 ] | フェ [ɸe] | フォ [ɸo] | [ * 5 ]    | *フュ [ɸʲɯ] | [ * 5 ] | [ * 5 ]    |
| /b/ | バ [ba]   | ビ [bi]   | ブ [bɯ] | ベ [be]   | ボ [bo]   | ビャ [bʲa] | ビュ [bʲɯ]  | [ * 3 ] | ビョ [bʲo] |
| /p/ | パ [pa]   | ピ [pi]   | プ [pɯ] | ペ [pe]   | ポ [po]   | ピャ [pʲa] | ピュ [pʲɯ]  | [ * 3 ] | ピョ [pʲo] |

1. ↑  ここではその音価を [ɯ] で表すことにする。
2. 1 2 3 4 5 6  外来語のみ。
3. 1 2 3  「イェ」「シェ」「ジェ」「チェ」からの類推で、外来語としては「ヒェ」「ビェ」「ピェ」も可能であるとする立場もあるが、実際にはまず存在していない。日本語に外来語をもたらした外国語の中でこれらに類似する音をもつ言語といえば、第一義的にはロシア語であるが、たとえば печка は「ペチカ」、 перестройка は「ペレストロイカ」、 Совет は「ソビエト」であり、いずれも｢ピェ」「ビェ」（あるいは「ヴィェ」？）を採用していない。実際に日本語の綴りに現れる例としては、たとえば中国の鍋料理である「扁炉」が（実際の発音は [pʲen.lu] より [pien.lu] に近いものの）「ピェンロー」と書かれることがあるが、その場合においても実際には5拍で「ピエンロー」と発音される

。
あるいは「ピョンロー」のように発音する人もいる
。
4. ↑  「フュ」を説明するためには /f/ を独立した音素として認める必要があり、だとすれば、/hu/ と /fu/ の対立は考察対象だが、現在の日本語においてそうした対立の報告はないと言ってよい。[ɸɯ] 音は伝統にのっとって /hu/ と解析されるのが通常で、 /fu/ は欠損となっている。
5. 1 2 3  発音不可能音節。
6. ↑  外来語のみ。「フュージョン」「パフューム」など。